# 훈강
훈강(중국어 간체자: 浑江, 정체자: 渾江, 병음: Hún Jiāng, 한자음: 혼강)은 압록강의 서북쪽에 위치한 중국 측에서 가장 큰 지류이다. 고구려 때는 비류수(沸流水), 명나라 때는 파저강(婆豬江), 청나라 때는 동가강(佟佳江)이라고 불렸다.

## 지리
훈강은 지린성 바이산시에서 발원하여 남서쪽으로 흘러 랴오닝성 단둥시 콴뎬 만족 자치현에서 압록강으로 흘러든다. 강의 길이는 446.5km이고, 유역 면적은 15,381km²이다.

## 역사
훈강 유역은 고구려의 발상지이다. 강의 중류인 환인저수지(桓仁水庫) 북서쪽 기슭의 오녀산성은 고구려 초대 왕성인 홀본성(忽本城)으로 비정(比定)된다.
이 곳은 예맥족의 활동 지대였고, 고조선의 영토였다. 한무제가 위만조선을 멸망시킨 후 현도군이 설치되었고, 그곳에서 고구려가 일어났다. 고구려가 당나라에 멸망한 후에는 당, 발해, 요, 금, 원이 차례로 지배하였다.
이후 명나라 초기에 건주여진의 추장 이만주가 휘발하(輝發河) 유역에서 부족민을 이끌고 이곳으로 이주한 후 지명을 따서 퉁갸 하라(만주어: ᡨᡠᠩᡤᡳᠶᠠ
ᡥᠠᠯᠠ Tunggiya Hala, 佟佳氏 동가씨)라고 불렀고, 청나라 때에 만주팔대성 중 하나가 되었다.

## 같이 보기
- 압록강
- 동명성왕
- 졸본
- 비류국
- 공민왕
- 인당
- 이성계
- 동녕부 원정
- 오녀산성
- 최윤덕
- 파저강 전투
- 사군
- 남이
- 이만주
- 건주여진
- 퉁갸 하라